# Miss Univers România 2010
"Miss Univers România 2010" Finala națională a Miss Univers România a avut loc vineri și a fost transmisă în direct de TVR 1 și TVRi. Prezentatorii finalei au fost Valentina Ionescu și Cristian Mândru.

### destinație de plasare
| Final results             | Contestant                 |
| Miss Univers România 2010 | - Alexandra Cătălina Filip |
| locul I                   | - Oana Paveluc             |
| locul al II-lea           | - Simona Elena Lungu       |
| locul al III-lea          | - Anda-Elena Mocanu        |

### judecători
- Mike Costache - președinte Miss Universe România
- Iulia Verdeș - Miss Univers România 1998
- Diana Urdăreanu - Miss Univers România 1997
- Cristi Țopescu - Manager Residence Hotels
- Elena Stoichiță - redactor șef OK! Magazine României
- Monica Grosu Tusac - Miss Univers România 1995
- Angelica Nicoară - Miss Univers România 1993
- Laura Coroianu - director general Emagic
- Daniel Roberts - proprietar Romanian International Bank Merchants Bank of California